# El Puig (Alòs de Balaguer)
El Puig és una muntanya de 481 metres que es troba al municipi d'Alòs de Balaguer, a la comarca catalana de la Noguera.